# Alvinellidae
Gli Alvinellidi (Alvinellidae) sono una famiglia di policheti, comprendenti specie estremofile.
La più nota specie conosciuta della famiglia, del genere Alvinella, è Alvinella pompejana.